# 出雲大社教
出雲大社教（いずもおおやしろきょう）は、1882年（明治15年）、当時の出雲大社前大宮司・第八十代出雲國造・千家尊福（せんげたかとみ）が創設した教団である。教派神道（神道十三派）の一つ。

## 概要
島根県出雲市の出雲大社の境内に本部（教務本庁）があり、出雲大社の職員が出雲大社教の職員を兼務している。ただし、出雲大社が神社本庁（神社神道）に所属するのに対し、出雲大社教は神社本庁（神社神道）には所属していない。法的に言うと、宗教法人出雲大社が宗教法人神社本庁（神社神道）被包括宗教法人であるのに対し、宗教法人出雲大社教は宗教法人神社本庁の被包括宗教法人ではなく、教派神道に属する単立宗教法人となっている。
明治時代に、日本の神道諸派を糾合して国家（国家神道）における宗教行政を定めるために設立された神道事務局において、出雲大社系の神官（「出雲派」、または「大社派」）が伊勢神宮系の神官（「伊勢派」、または「神宮派」）と対立した結果、伊勢派が主流を占める国家神道から出雲派が独立する形で設立された物である。宗教としては教派神道に分類される。
明治13年に東京都日比谷の神道事務局に設けられた神宮遥拝所において、神造化三神（天之御中主神、高御産巣日神、神産巣日神）および天照大神の四柱を祀ると決定されたことに対して、出雲派は大国主神も祀るべきだと主張し、伊勢派との間で大きな論争になったが、伊勢派が明治天皇の支持を得たこともあって、出雲派は敗北し、大国主神は祀られないことになった（明治13年の祭神論争）。さらに、明治15年1月に明治政府が布告した「神官教導職分離令」によって、神社に奉仕する神官と布教を行う教導職が分離され、これによって出雲大社に勤務する神官が国家とは別に独自に出雲信仰の布教を行うことが禁止された。そのため、当時の出雲派（千家）のトップである千家尊福は、出雲大社大宮司を辞職して自らが教団の開祖となり、信仰組織を出雲大社本体および国家神道から分離させる形で明治15年に設立した。出雲大社教は昭和26年に出雲大社と統合されたが、その後も法人としては出雲大社教と出雲大社は別団体となっている。
大国主神を主神として祀っており、大国主への祭祀を担う出雲国造家の始祖である天穂日命を「教祖」としている。出雲大社教の事実上の創始者である千家尊福は「開祖」とされており、代々の出雲国造は天穂日命の子孫としてその霊魂を継承しているので、出雲国造家第80代の千家尊福もまた天穂日命であるとされる。なお、伊勢派の神道（昭和21年に設立された宗教法人神社本庁を運営している）において祭祀を担っている天皇家は、瓊瓊杵尊を始祖としているが、この瓊瓊杵尊は天穂日命の兄（天忍穂耳尊）の息子と言う位置づけである。なので、天皇は「出雲大社教の教祖の兄の息子の子孫」と言う位置づけになる。
明治6年に千家尊福が全国各地の出雲講（出雲大社を宗祠とする組織）を結集して設立した「出雲大社敬神講」を母体とする。布教機関は全国に渡り設けられていて、特に中国地方を中心とした西日本に多くの分祠、教会等がある。これらは神社本庁にも出雲大社にも所属せず、あくまで「出雲大社教の布教機関」であるため、「神社」や「分社」などと名乗ることはない（法的に言うと、宗教法人神社本庁の被包括宗教法人であるところの「神社」でもなく、宗教法人神社本庁の被包括宗教法人である宗教法人出雲大社の被包括宗教法人であるところの「分社」でもなく、あくまで宗教法人出雲大社教の被包括宗教法人である）が、アメリカ占領時代の沖縄に設置された「出雲大社沖縄分社」のみは、当時「教会」の呼称が認められなかったため、例外的に「分社」を名乗っている。有名なところでは、出雲大社教の成立に伴って出雲派の神社であった神田明神から分離する形で設立された出雲大社東京分祠などがある。
また、全国に出雲大社を信仰する組織があり、「講」と呼ばれる。出雲大社教は教団としてこれらの講を包括する組織であるが、組織性はあまり強くない。
統理者にあたる管長職は千家家が代々世襲している。2014年現在の管長は六代・千家隆比古である。
出雲大社附属の神職養成所である大社國學館では、卒業の際、神社本庁の神職の階位のほかに出雲大社教の教師資格も授与される。
なお、同じく出雲大社と大国主を祀る出雲教は、南北朝時代に出雲家から分かれた千家とともに出雲国造を担った北島家（北島国造家）が興した神道の一派。北島家は明治時代まで出雲大社の宮司職を千家と分担していたが、明治15年の「神官教導職分離令」に伴い千家が出雲大社教を起こしたのと同様に、北島家も出雲大社から分離して出雲教を結成した。第二次大戦後に出雲大社と出雲大社教が統合され、出雲大社の宮司職は千家が独占するようになったため、北島家は出雲大社の敷地に隣接する北島家の屋敷（北島国造館）にて出雲大神を祀っている。
常陸国出雲大社（旧・出雲大社常陸教会）は、出雲大社教からの分派である。2013年、出雲大社常陸教会が永谷園とタイアップしたことに対して、神社本庁の昭和54年通達「神符守札を一般商品の付加品としたり、宣伝の材料にしてはならない」という規定に反するとして出雲大社教が通告文を提出したが、本来なら神社本庁と対立する存在であるはずの出雲大社教が神社本庁の通達を名目に通告文を提出してきたことなどに、出雲大社常陸教会側が不満を募らせ、独立した。なお、出雲大社が常陸教会にたいして千家尊祐（出雲大社宮司で、出雲大社教では「国造様」と呼ばれる）の名前を出して通告した、と週刊誌『フライデー』で報道されたことに対しては、出雲大社と出雲大社教は無関係であるのでそのようなことはない、と出雲大社教側ではしている（このように、戦後の出雲大社と出雲大社教は実質的に統合されているにもかかわらず、名目上は別団体であり、出雲大社は神社本庁に従属しているのに対して出雲大社教は神社本庁と対立しているという、微妙な関係にある）。

## 教義
大国主大神（おおくにぬしのおおかみ）を奉斎し、「生死一つながらの幽顕一如の道」を説く。また、人間は「霊止（ひと）」として霊的な存在であり、親神のムスヒ、幸魂・奇魂（さきみたま・くしみたま）の恩頼（みたまのふゆ）によって先祖からの一貫した霊を継承し、現身（うつしみ）の誕生があるとする。教書として「教旨大要」「大道要義」「出雲大神」「国の真柱」「大道問答」「風教百首講説」「幽顕分界話」「教会撮要」「氏子の心得」「道の一草」などがある。

## 沿革
1873年（明治6年）、千家尊福が布教のため創設した「出雲大社敬神講」を前身とする。1882年（明治15年）の「神官教導職分離令」によって神職の布教活動が原則禁止されたため、出雲大社より独立し別組織「神道大社派」（のちに「神道大社教」へ改称）となる。1951年（昭和26年）、出雲大社は国家管理を離れ、1882年の分離令も失効したため、出雲大社に復帰合併し、出雲大社の職員が出雲大社教の職員を兼ねる。また教団名を「〜たいしゃきょう」から「〜おおやしろきょう」と改称する。

### 年表
- 1873年（明治6年） - 出雲大社が「出雲大社敬神講」を組織、社務所内に大社教院を設ける
- 1875年（明治8年） - 全国の神道家によって神道事務局設立
- 1882年（明治15年）
  - 1月 - 政府により、神官の布教および葬祭の禁止法令（神官教導職分離令）
  - 5月15日 - 出雲大社と分離、「神道大社派」の設立
  - 11月 - 「神道大社教」と改称、千家尊福が宮司職を後継へ譲り初代管長となる
- 1886年（明治19年） - 祖霊社が出雲大社（銅鳥居前）を離れ、西方の現在地へ移転
- 1951年（昭和26年）4月 - 出雲大社と出雲大社教が復帰統合
- 1982年（昭和57年） - 特立100周年祭
- 1994年（平成6年）- 初代管長生誕150周年祭

## 施設

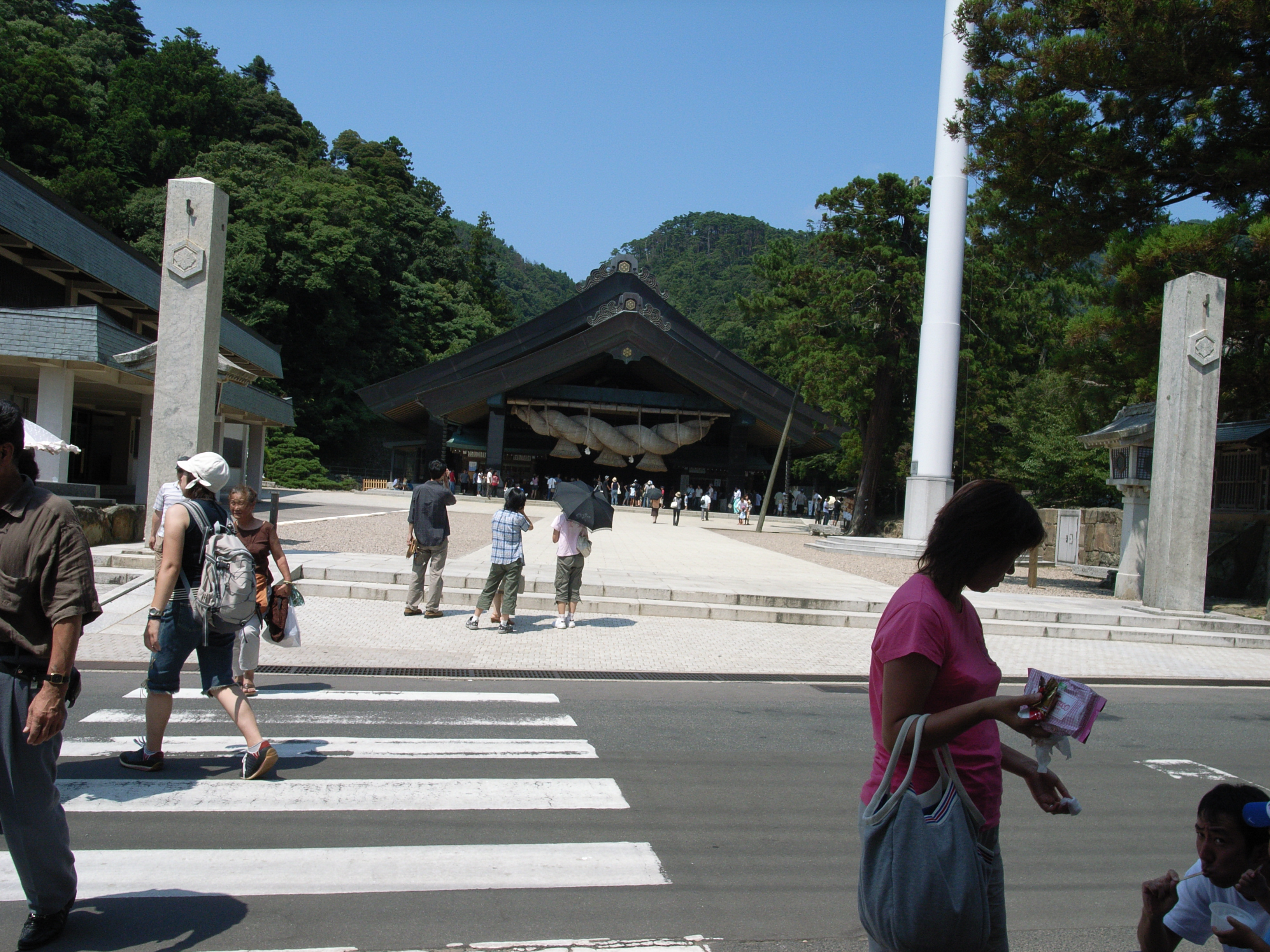
本部棟である「おくにがえり会館」(左)と神楽殿（正面）。おくにがえり会館の2階には出雲大社教の結婚式場がある。
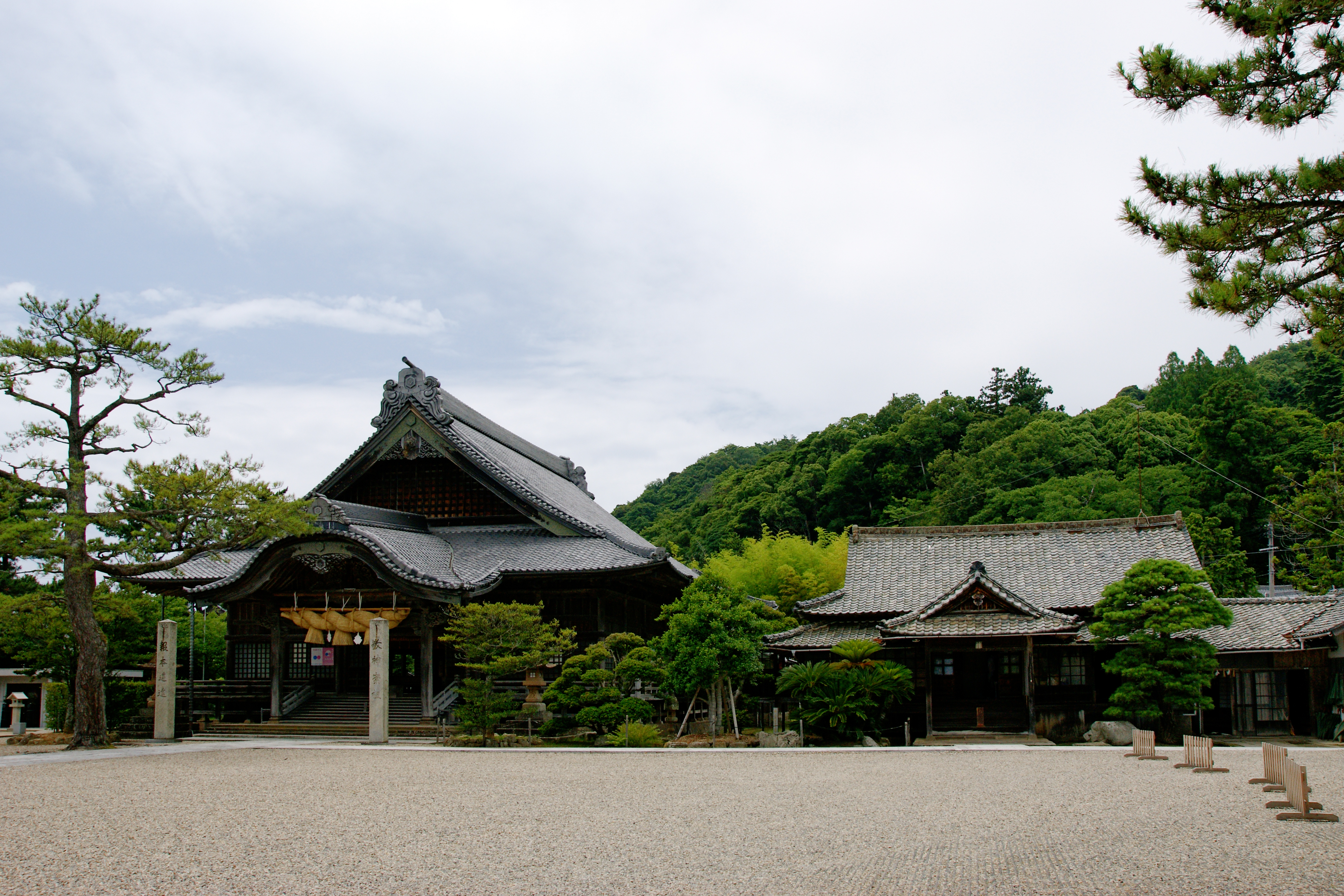
事務所棟（右の建物）改築前の祖霊社。祖霊社では出雲大社教の葬祭および法事を行う。
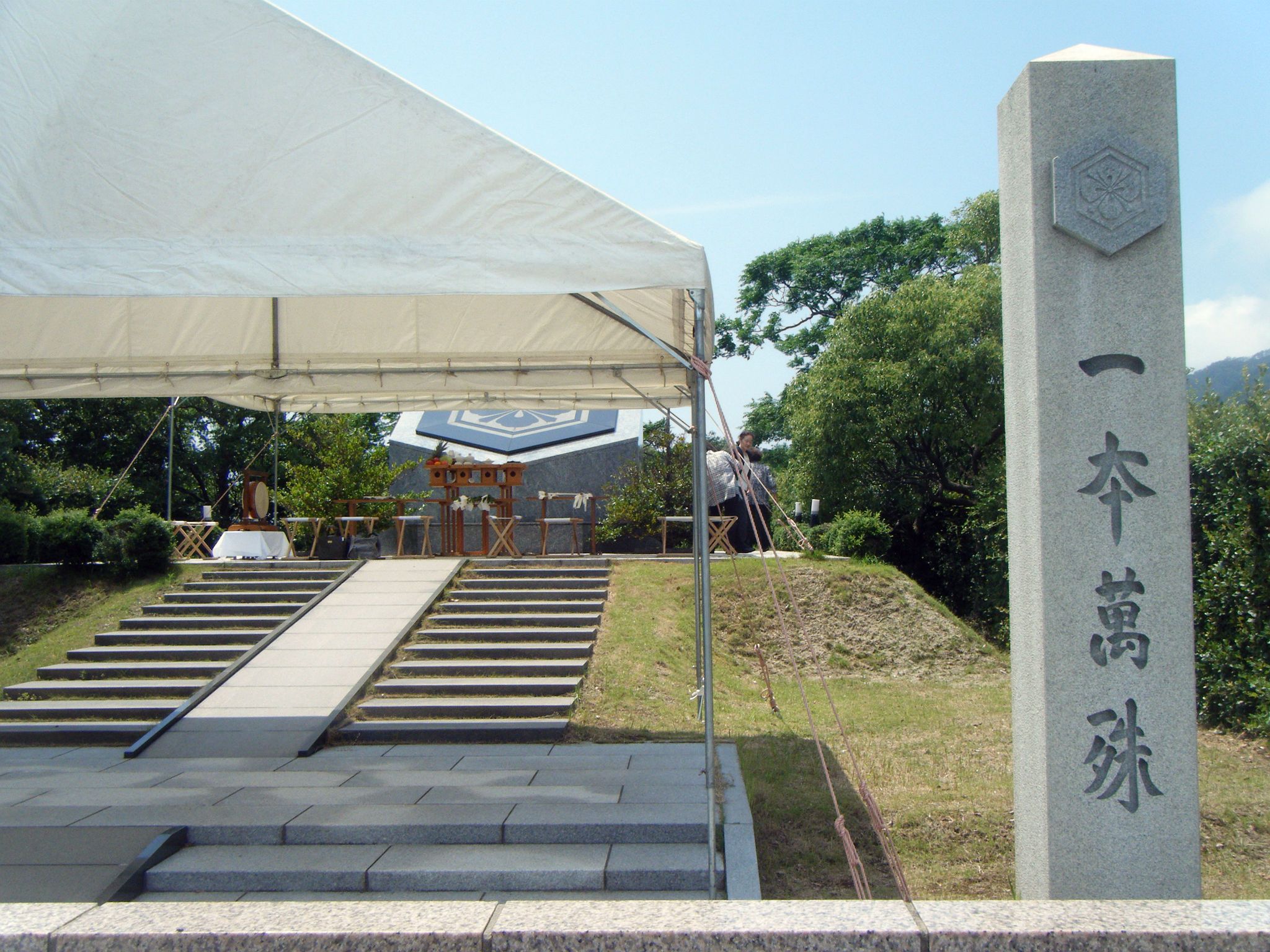
みかえしの奥津城（合祀墓。祖霊社の南東約1kmの霊園内にある）
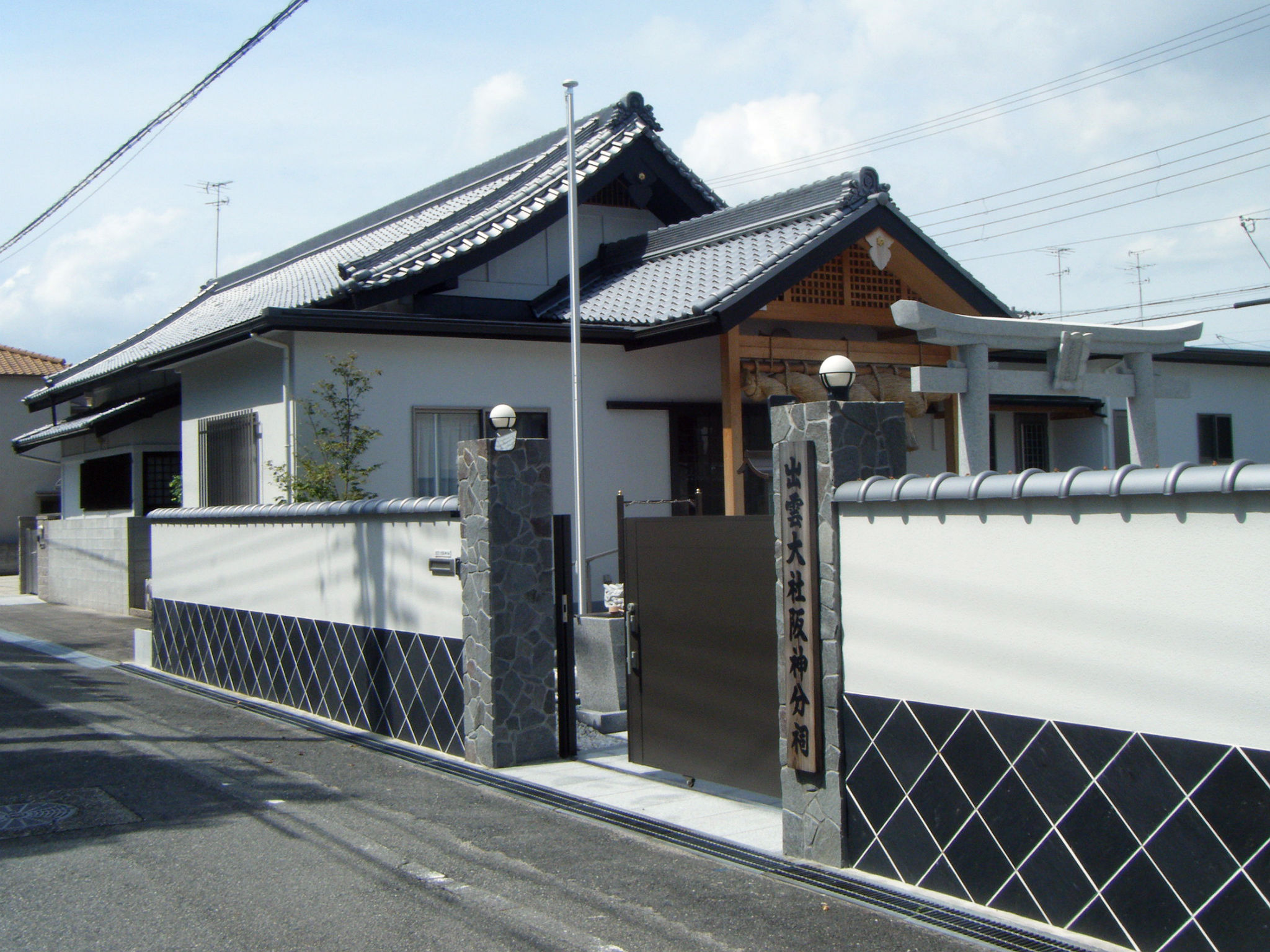
出雲大社阪神分祠（地方教会例。兵庫県尼崎市）

## 神語
神語(しんご)とは出雲大社教や出雲大社などが神事などで用いる最も重要な唱え詞。神語は、すなわち「幸魂奇魂守給幸給」（さきみたま くしみたま まもりたまえ さきはえたまえ）である。
日本神話で、大国主大神は少彦名に去られてしまい、大変に困っていた。その時、海原を照らし寄ってくる神があった。それが「幸魂奇魂」であった。大国主大神は、自分の生命の中に潜む「幸魂・奇魂」という偉大な御霊力により「縁結びの大神」になられた。
「幸魂奇魂守給幸給」は、花が「咲く」、布を「裂く」という言葉のように、「増加」や「分裂」の意味と、「櫛」や「串」の言葉のように「整える」や「統一する」という意味を持つ。神語を唱えれば、分化繁殖したものを統一し、調和のとれたものとなり発展し、大国主大神の道に神習い、明るく和やかな日々が送れるという。この「神語」を「奉書」して出雲大社に奉納る神語奉書も大切な儀礼である。
仏教では「南無阿弥陀仏」とか「南無妙法蓮華経」…、またキリスト教では「アーメン」ともいう。出雲大社では「神語」すなわち「幸魂奇魂守給幸給」(「さきみたま くしみたま まもりたまえ さきはえたまえ」)である。神語を唱える事により、大国主大神から御霊力を頂く事ができ、大きな幸せの縁を結んで頂けるという。
なお葬儀や慰霊祭などでは幽冥神語(ゆうめいしんご)「幽世大神憐給恵給幸魂奇魂守給幸給」(かくりよのおおかみ あわれみたまえめぐみたまえ さきみたまくしみたま まもりたまえさきはえたまえ）を唱える。「神語」も「幽冥神語」も通常は三唱するが、非常にゆっくりと、また独特な節回しを用いる。

## 教師の称号・等級
| - 大教正 （一級） - 権大教正（二級） - 中教正 （三級） - 権中教正（四級） - 少教正 （五級） - 権少教正（六級） | - 大講義 （七級） - 権大講義（八級） - 中講義 （九級） - 権中講義（十級） - 少講義 （十一級） - 権少講義（十二級） | - 訓導 （十三級） - 権訓導（十四級） |

## 服制
出雲大社教では服制を定め、身分別に規定がある。

### 正装
- 六級以上 - 紫袍（輪無唐草紋）、紫奴袴（有紋、三級以下無紋）、冠（繁紋）
- 七級以下 - 緑袍（輪無唐草紋）、浅黄奴袴（無紋）、冠（繁紋）

### 斎服
白袍（無紋）、白差袴（無紋）、冠（遠紋、二級以上繁紋）。

### 略服
狩衣有紋、差袴（色目は正服に準ずる）、烏帽子。

### 葬祭服
白絹又は無紋鈍色衣冠。従者は布衣、笏または中啓、烏帽子、鈍か白袴。

### 女教師正服
上着は固地織紫有紋、紅色、垂髪、檜扇かボンボリ、靴か草履、ただし三〜六級の上着は平絹濃色とし七級以下は平絹松葉色。

### 女教師略服
有紋狩衣、烏帽子、紫有紋袴、笏又はボンボリ、靴又は草履。ただし三級以下は紫無紋袴、七級以下は浅黄無紋袴。

### 女教師礼服
白生絹か白平絹無紐水干、額当、紅繁菱綾単、紫有紋袴、笏かボンボリ、靴か草履。ただし三級以下は浅黄無紋袴。

## 専門用語
- おくにがえり－出雲大社へ参拝すること。
- おにわふみ－出雲大社の境内を参進すること。
- 戒諭文－葬儀で斎主が遺族に対し宣読する教え。
- 御親大神－大国主大神のこと「みおやのおおかみ」。
- 国造－出雲大社だけはコクゾウではなく「コクソウ」と発音。
- 神誡－神前結婚式で斎主が新郎新婦に対し宣読する教え。
- 琴板－重要神事で用いる琴だが弦はなく撥で打ち鳴らす。
- みつえしろ－出雲国造の称号のひとつ。
- 御玉串－御神威を拝礼祈念するみしるしで「箱玉串」と「板玉串」がある。
- おつち－稲佐の浜の塩掻島の海中の塩砂で神饌に用いる。
- はだかまいり－病気を治すために行う海と出雲大社での儀式。
- 蟇目講－災いを祓い福を呼ぶための講。
- 出雲屋敷－出雲大社に伝わる特殊な地鎮祭。
- 出雲年貢－出雲屋敷を行った家が毎年納める初穂料。
- 福徳会－旧正月に越年参詣し抽選を行う。
- 神饌講－御祭神にお供えをさせて頂く講。
- 龍蛇神講－御使神の龍蛇神の意味を理解し崇敬する講。
- 御神供－お供えした御洗米が封入されたもので、ご飯と炊きこんで頂く。
- 顕世(うつしよ)－見える世界。この世。
- 画像－大国主大神の御神像を描いた御神札。
- 剱先－剱の形をした御札で玄関などに祀って災難を防ぐ。
- 幽世－見えない世界、あの世。かくりよ。
- 五方札－四方と中央の柱などに貼付し御霊威を頂く。
- 関札－玄関などに祀って御守護を頂くもの。
- 丹所－江戸時代に出雲大社の布教などに使用された地方の建物。
- 古伝新嘗祭－新嘗祭を出雲大社では古伝新嘗祭(こでんしんじょうさい)と呼ぶ。
- 御忌－神在祭期間中の謹みのこと。おいみ。
- 神等去出祭(からさでさい)－全国の神々を出雲大社から送り出す神事。
- 身逃－御神幸前に出雲国造が自宅を出て他の社家に移ること。
- 宗祠－出雲大社のこと。
- 幽顕(ゆうけん)－見えない世界と見える世界。また出雲大社教新聞の名称。
- 御師(おし)－江戸時代の布教神職。出雲ではオンシではなくオシ。
- 教信徒－出雲大社教の信者のこと「まめびと」ともいう。
- 玉串拝礼－出雲大社では玉串奉奠ではなく「玉串拝礼」。拍手数、作法等、一般神社とは異なる[11]。

## 布教機関

### 分社
- 出雲大社沖縄分社

### 分祠
- 出雲大社東京分祠
- 出雲大社相模分祠
- 出雲大社近江分祠
- 出雲大社大阪分祠
- 出雲大社与謝分祠
- 出雲大社高津分祠
- 出雲大社神戸分祠
- 出雲大社阪神分祠
- 出雲大社石見分祠
- 出雲大社広島分祠
- 出雲大社福山分祠
- 出雲大社高松分祠
- 出雲大社松山分祠
- 出雲大社土佐分祠

### 分院
- 出雲大社新十津川分院
- 出雲大社弘前分院
- 出雲大社埼玉分院
- 出雲大社上総分院
- 出雲大社福井分院
- 出雲大社浜松分院
- 出雲大社豊橋分院
- 出雲大社京都分院
- 出雲大社大阪分院
- 出雲大社池田分院
- 出雲大社北条分院
- 出雲大社鳥取分院
- 出雲大社倉吉分院
- 出雲大社米子分院
- 出雲大社木屋原分院
- 出雲大社西郷分院
- 出雲大社岡山分院
- 出雲大社備中分院
- 出雲大社備後分院
- 出雲大社美作分院
- 出雲大社山口分院
- 出雲大社周防分院
- 出雲大社長門分院
- 出雲大社讃岐分院
- 出雲大社丹原分院
- 出雲大社今治分院
- 出雲大社福岡分院
- 出雲大社長崎分院
- ハワイ出雲大社（出雲大社布哇分院）

### 教会
- 出雲大社網走教会
- 出雲大社敬神恵紘教会
- 出雲大社三神教会
- 出雲大社函館教会
- 出雲大社石川教会
- 出雲大社岩手教会
- 出雲大社北鹿教会
- 出雲大社会津教会
- 出雲大社東京甲子教会
- 出雲大社金沢教会
- 出雲大社美濃教会
- 出雲大社飛騨教会
- 出雲大社釜戸教会
- 出雲大社吉永教会
- 出雲大社三河教会
- 出雲大社愛知日の出教会
- 出雲大社一宮大和教会
- 出雲大社淡海教会
- 出雲大社紫野教会
- 出雲大社都教会
- 出雲大社七条教会
- 出雲大社伊勢泉教会
- 出雲大社加古川教会（閉鎖）
- 出雲大社安積教会
- 出雲大社日高教会
- 出雲大社玉置教会
- 出雲大社中紀教会
- 出雲大社礫山教会
- 出雲大社新宮教会
- 出雲大社浜村教会
- 出雲大社鹿野教会
- 出雲大社由良教会
- 出雲大社上道教会
- 出雲大社妹尾教会
- 出雲大社倉敷教会
- 出雲大社英田教会
- 出雲大社久世教会
- 出雲大社真庭教会
- 出雲大社尾原教会
- 出雲大社新見教会
- 出雲大社野馳教会
- 出雲大社矢神教会
- 出雲大社木之子教会
- 出雲大社星田教会
- 出雲大社比婆教会
- 出雲大社東城教会
- 出雲大社尾道教会
- 出雲大社備南教会
- 出雲大社岩国教会
- 出雲大社玖珂教会
- 出雲大社玖西教会
- 出雲大社三丘教会
- 出雲大社大向教会
- 出雲大社中須教会
- 出雲大社宇部教会
- 出雲大社大津教会
- 出雲大社昼間教会
- 出雲大社美馬教会
- 出雲大社長生教会
- 出雲大社土居教会
- 出雲大社越智教会
- 出雲大社市木教会
- 出雲大社安芸教会
- 出雲大社豊永教会
- 出雲大社伊勢川教会
- 出雲大社幡多教会
- 出雲大社屋形原教会
- 出雲大社唐津教会
- 出雲大社庄内教会
- 出雲大社木佐上教会
- 出雲大社熊本教会
- 出雲大社高千穂教会

### 講社
- 出雲大社三本木講社
- 出雲大社岩手講社
- 出雲大社十和田講社
- 出雲大社仙台光健講社
- 出雲大社福島中央講社
- 出雲大社信達講社
- 出雲大社福信講社
- 出雲大社千葉総国講社
- 出雲大社代々木講社
- 出雲大社東京大神宝講社
- 出雲大社川崎和貴講社
- 出雲大社横浜講社
- 出雲大社伊勢支教会
- 出雲大社越後石沢講社
- 出雲大社佐久之宮講社
- 出雲大社信州飯田講社
- 出雲大社藤枝講社
- 出雲大社島田講社
- 出雲大社尾張講社
- 出雲大社神満講社
- 出雲大社草津支教会
- 出雲大社相馬講社
- 出雲大社高槻和講社
- 出雲大社浪速講社
- 出雲大社堺神光講社
- 出雲大社和歌山至福講社
- 出雲大社鴨方講社
- 出雲大社神目支教会
- 出雲大社鶴山支教会
- 出雲大社安藝講社
- 出雲大社広島敬神講社
- 出雲大社通津長野講社
- 出雲大社宇和講社
- 出雲大社佐世保講社
- 出雲大社小倉講社
- 出雲大社八幡講社
- 出雲大社マレーシア講社

### その他
- 出雲大社旭川分社
- 出雲大社境陸乃社
- 関西出雲大社
- 出雲大社分神出雲神社
- 鎮西出雲大社
- 出雲大社先嶋本宮